# Вацлавик, Пауль
Пауль Вацлавик (нем. Paul Watzlawick; 25 июля 1921, Филлах — 31 марта 2007, Пало-Алто) — австрийский и американский психотерапевт и психолог. Применил системный подход в теории межличностных коммуникаций. Один из основателей радикального конструктивизма.

## Биография
Пауль Вацлавик родился в зажиточной семье, среднее образование получил в одном из частных колледжей Вены. Докторскую степень по философии и современным языкам получил в Венецианском университете в 1949 году. Впоследствии он обучался психотерапии в Институте К. Г. Юнга в Цюрихе и получил диплом в 1954 году. Во время учёбы Пауль заинтересовался трудами психологов и психиатров и решил в дальнейшем заниматься именно психологией. Окончил Университет Ка' Фоскари по специальности филология и философия в Венеции, затем работал в Швейцарии.
Так как материальное положение молодого ученого позволяло ему не заботиться о заработке, он решил целиком посвятить себя науке. Пауль Вацлавик занимался проблемами социальной психологии. В 1960 году ему предложили возглавить институт в Пало-Альто (США), он согласился и покинул Европу. Работал в научно-исследовательском институте в Пало Альто под руководством Грегори Бейтсона.
Вацлавик занимался психотерапевтической практикой, работая со своими пациентами, он не просто лечил, а ещё и изучал их проблемы. Результаты этого многолетнего изучения составляли основу всех его книг. Благодаря работе Вацлавик смог наполнить свои труды большим количеством примеров, с тем чтобы сделать их максимально понятными для обывателя.
В 1967 году он выпустил книгу «Прагматика человеческих отношений», в которой он дает рекомендации, которые могут помочь наладить взаимоотношения с окружающими или сохранить уже существующие. Здесь он сформулировал свои аксиомы межличностной коммуникации.
С 1976 году профессор Стэнфордского университета. В то же время вышли две его книги: «Насколько действительно настоящее» и знаменитый бестселлер «Как стать несчастным без посторонней помощи». Последняя книга представляет собой своеобразный сборник «вредных советов», который по задумке Вацлавика должен помочь читателю понять, как стать счастливее.
Объяснил краткую терапию в популярной книге «Ситуация безнадежна, но несерьёзна» (1983). Используя юмор и быстрый темп, он написал ещё одну книгу «Ультра-решения: как наиболее успешно потерпеть неудачу» (1988).
Умер 31 марта в своём доме в Пало-Альто, Калифорния. Ему было 85 лет.

## Публикации на русском языке
- Вацлавик П. Как стать несчастным без посторонней помощи. — М.: «Прогресс», 1990.
- Бивин Д., Вацлавик П., Джексон Д. Психология межличностных коммуникаций. — СПб.: «Речь», 2000.
- Вацлавик П., Бивин Д., Джексон Д. Прагматика человеческих коммуникаций. — М.: «Апрель-Пресс», «Эксмо-Пресс», 2000.
- Нардонэ Д., Вацлавик П. Искусство быстрых изменений. Краткосрочная стратегическая терапия. — М.: «Психотерапия», 2006.